# Alacrán enamorado
Alacrán enamorado (no Brasil, Escorpião Apaixonado) é um filme de drama romântico espanhol de 2013 dirigido e escrito por Santiago A. Zannou. Estrelado por Álex González e Miguel Ángel Silvestre, a história se baseia no romance de Carlos Bardem, que atua na obra.

## Elenco
- Álex González - Julián "Alacrán" López
- Miguel Ángel Silvestre - Luis
- Carlos Bardem - Carlomonte
- Judith Diakhate - Alyssa
- Hovik Keuchkerian - Pedro
- Javier Bardem - Solís
- Luis Mottola